# Cassique cul-jaune
Cacicus cela
Espèce
Statut de conservation UICN

 LC  : Préoccupation mineure
Le Cassique cul-jaune (Cacicus cela) est une espèce de passereau d'Amérique du Sud de la famille des ictéridés.

## Distribution

Répartition du Cassique cul-jaune.

Le Cassique cul-jaune est une espèce commune des tropiques de l’Amérique latine.  Il occupe tout le nord et l’ouest du Brésil, une étroite bande le long de la côte est du Brésil, le nord de la Bolivie, l’ouest et le nord-ouest du Pérou, l’est et l’ouest de l’Équateur,  le sud et l’ouest et le nord de la Colombie, presque tout le Venezuela, le Guyana, le Suriname, la Guyane française et la moitié sud du Panama.

## Systématique
D'après Alan P. Peterson, il existe les trois sous-espèces suivantes :
- Cacicus cela cela (Linnaeus, 1758) ;
- Cacicus cela flavicrissus (P.L. Sclater, 1860) ;
- Cacicus cela vitellinus Lawrence, 1864.

## Habitat
Le Cassique cul-jaune occupe les forêts clairsemées et les lisières forestières.  Il a beaucoup tiré profit de la construction des routes et des percées dans les forêts tropicales humides.  Il ne s’aventure dans la forêt dense que pour se nourrir.  Dans la forêt amazonienne d’origine, il était probablement confiné aux lisières forestières le long des cours d’eau et des marais ainsi que les varzeas.

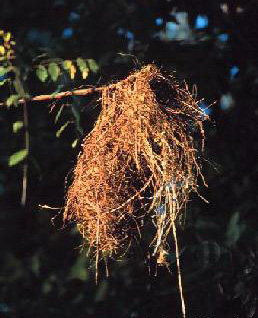
Un nid

## Nidification
Ce cassique niche en colonies de taille variable.  Les nids sont souvent regroupés à proximité d’un nid de guêpe (Polistinae) afin d’obtenir une protection accrue contre les prédateurs.  Les nids sont souvent localisés sur des îles afin de les rendre moins accessibles aux prédateurs.  Les colonies mixes avec des membres du genre Psarocolius et le Cassique cul-rouge sont fréquentes.  Le Cacique cul-jaune peut être l’hôte du Vacher géant et parfois aussi du Vacher luisant.  Cette espèce est polygyne et seule la femelle construit le nid,  incube les œufs et élève les jeunes.